# Republiken Katalonien
Republiken Katalonien (katalanska/spanska: República Catalana; aranesiska: Republica Catalana, 'Katalanska republiken') är/var en ensidigt deklarerad stat på den Iberiska halvön, utropad den 27 oktober 2017. Det skedde genom en omröstning i Kataloniens parlament efter en ensidigt utlyst folkomröstning och som del av en pågående spansk konstitionell kris. Spaniens regering erkänner inte folkomröstningens legitimitet då Spaniens grundlag stadgar att ingen region får lämna landet. De inkallade därför Guardia Civil för att hindra omröstningen. Drygt 92 procent av dem som deltog i folkomröstningen röstade för självständighet, men valdeltagandet var endast 43 procent.
Samtidigt som självständighetsförklaringen aktiverade Spaniens senat artikel 155 i Spaniens grundlag, vilken tillåter Spaniens regering att upphäva Kataloniens självstyre. Strax därefter upplöste spanska regeringschefen Mariano Rajoy Kataloniens parlament, inför ett proklamerat nyval i Katalonien den 21 december 2017.
Den utropade Republiken Katalonien saknar erkännande från det internationella samfundet, vilket anser att regionen är en del av Spanien. Spanien skaffade sig i månadsskiftet oktober/november polisiär och administrativ kontroll över regionen, och något större (väpnat) motstånd mot detta har inte förekommit. I praktiken har således även denna utropade katalanska republik (i likhet med de flesta tidigare liknande katalanska statsutropanden) varit en kortlivad enhet. Nio katalanska politiker har fängslats och har dömts till mångåriga fängelstraff, medan sex andra (inklusive regionpresidenten Carles Puigdemont) har gått i politisk exil.

## Historik

### Tidigare katalanska republiker
Katalanska republiken (katalanska: República Catalana) eller Katalanska staten (katalanska: Estat Català) refererar till flera utropade katalanska republiker. De har antingen utropats som självständiga stater (oberoende av Spanien) eller som republiker inom en spansk federal republik. Inget av dessa utropanden (1641, 1873, 1931 och 1934) har lett till någon långvarig katalansk statsbildning. De två utropandena under 1930-talet gjordes under den svaga andra spanska republiken, som tillsammans med den katalanska republiken gick under efter det spanska inbördeskriget.  
De olika historiska statsbildningarna har i regel utropats som del av en regional politisk revolt. Alla har tagit som utgångspunkt ett missnöje med den rådande situationen inuti en spansk statsbildning. Alla har utropats som republiker, i motsats till de spanska monarkier som då utövat makten i regionen. Flera har utropats under krigs- eller orostid, och i åtminstone ett fall gjordes det i förspelet till ett inbördeskrig.
Det senaste statsutropandet, i oktober 2017, har dock skett efter flera årtionden av relativt stort självstyre inom ett demokratiskt Spanien. Under 2000-talet har dock en politisk konflikt mellan Spanien och regionen skärpts och förstärkts, mellan en centralistisk regering i Madrid och en alltmer separatistisk regionregering i Barcelona.
De katalanska statsbildningarna har i regel varit kortlivade enheter, eftersom Spanien eller Frankrike lyckats återfå kontrollen över området. De misslyckade statsförsöken har dock följt på varandra med cirka ett per sekel, och de har omfattats av åtminstone delar av det katalanska folket. Katalonien har, med sitt språk och sina egna traditioner, ofta varit en ekonomiskt viktig del av Spanien, något som förstärktes i samband med det sena 1800-talets snabba industrialisering av regionen.

#### Lista på statsbildningar
- Katalanska republiken (1641) – en utropad självständig stat. Strax därefter inkorporerades området i Kungariket Frankrike.
- Katalanska staten (1873) – en stat inom den första spanska republiken (1873–1874).
- Katalanska republiken (1931) – en stat som utropades inför bildandet av en ny spansk republik. Inom några dagar gick området godvilligt med på att omvandlas till en autonom region inom den andra spanska republiken.
- Katalanska staten (1934) – en "katalansk stat inom den spanska federala republiken", utropad under den misslyckade katalanska revolutionen hösten 1934.
- Republiken Katalonien (2017) – en självständig stat proklamerad under Spaniens konstitutionella kris 2017.[7] Den har inte erkänts av någon annan stat, och den spanska regeringens fortsatta kontroll över området fick stöd av europeiska länder och USA.[8]

### Efter Franco
Efter Franco återgick Spanien till demokrati. Katalonien och Spaniens övriga regioner (åter)fick regionalt självstyre, vilket i Kataloniens fall inkluderade både parlament och regionpresident. Åren 2006–2010 gjordes ett delvis misslyckat försök att utöka den regionala autonomin, där Partido Popular och Spaniens författningsdomstol fick igenom begränsningar.

### Självständighetsprocessen
2011 tillträdde Mariano Rajoy som spansk premiärminister, efter ett spanskt parlamentsval som skickade konservativa Partido Popular till makten. Den dialog om Kataloniens självstyre som tidigare förts och framförhandlats mellan Katalonien och Spaniens socialistpartiregering efterträddes av hårdnande positioner och noll dialog. I Katalonien inledde Artur Mas och Carles Puigdemont som successiva regionpresidenter en process mot regionens självständighet från Spanien, ursäktat/motiverat av de stora svårigheterna att förhandla om utökad autonomi med Spaniens regering. Alla katalanska nationaldagar (11 september) från och med 2012 har inkluderat massdemonstrationer för någon form av katalansk självständighet.
Det förväntade trycket att få till en dialog och eftergifter från Spanien gav dock inte resultat, och de båda folkomröstningarna 2014 och 2017 fick utlysas ensidigt. Den tydliga övervikten för självständighetssidan i båda folkomröstningarna uppvägdes dock av ett lågt valdeltagande och en samtidig bräcklig politisk majoritet i Kataloniens parlament.

## Utropande och efterspel

### 27–29 oktober
Folkomröstningen 2017 kombinerades med en ny katalansk lag som vid ja-seger gav regionparlamentet rätt att låta utropa en självständig katalansk stat. Detta gjordes den 27 oktober, i en stormig parlamentssession där nästan hela den parlamentariska oppositionen marscherade ut ur plenisalen. Samma dag lät Spaniens premiärminister avsätta regionpresident Puigdemont och hans regering, samt låta upplösa regionparlamentet. Nyval utlystes till 21 december. Posten som regionpresident avskaffas tillfälligt, och under tiden innehar Spaniens minister för Territoriet och Administrationen av det allmänna – Soraya Sáenz de Santamaría – motsvarande maktbefogenheter.
Inga länder har ännu erkänt den katalanska statsbildningen, och både EU och USA ser den pågående spanska krisen som en intern spansk angelägenhet. Trots detta har delar av det katalanska samhället välkomnat beslutet, exemplifierat av stora, flaggviftande människomassor i Barcelona efter utropandet den 27 oktober. Spanien har tidigare under hösten genomfört stora polisinsatser för att försöka återfå kontroll över läget i regionen, något som väntas fortsätta.
Den 28 oktober gjorde Puigdemont även ett uttalande, möjligen i Girona, där han uppmanade den katalanska befolkningen att göra fredligt motstånd mot Spanien. Under helgen tog dock spansk polis över den faktiska kontrollen över regionen – inklusive den regionala polisen – utan att möta något större motstånd. Regionpolischefen Josep Lluís Trapero avskedades efter republikutropandet, och i hans ställe tillträdde hans närmast underordnade chef.
Söndagen den 29 oktober samlades en stor demonstration i Barcelona, till stöd för regionen som del av Spanien. Demonstrationen, som möjligen samlade över 500 000 deltagare, utlystes redan en vecka tidigare av Societat Civil Catalana, en medborgarrättsorganisation som även arrangerade en liknande massdemonstration den 8 oktober.

### 31 oktober till början av november
31 oktober åtalade Spaniens riksåklagare Carles Puigdemont och flera medlemmar av hans regionregering för uppror, uppvigling och förskingring av allmänna medel, som en följd av utropandet av Republiken Katalonien. Något tidigare samma dag reste Puigdemont och delar av hans regering med bil till franska Marseille, varifrån de tog ett flyg till Bryssel. Belgiens premiärminister har tidigare uttalat sig som tänkbar medlare i konflikten mellan regionregering och Spanien, något som dock aldrig sattes i verket.
Under de följande dagarna gjorde Puigdemont uttalanden från sin belgiska exil. Alla medlemmarna av hans regering har fått motta åtal, kallats till förhör och i vissa fall (som med finansministern Oriol Junqueras) arresterats. För att undvika ett motsvarande öde har Puigdemont valt att fortsätta sin vistelse i Belgien och svara på åtalspunkterna därifrån.

### Rättegång, politiker i exil
Spaniens försök att få de flyktade politikerna utlämnade från Tyskland och Belgien blev fruktlösa; det spanska åtalet gällande uppror accepterades inte av de tyska och belgiska rättsinstanser som behandlade ärendet. Därefter drog Spanien i december 2017 och återigen i juli 2018 in sina Europol-efterlysningar av fem politikerna i exil.
Under 2018 fängslades ytterligare ett antal katalanska politiker relaterade till Republiken Katalonien. Sammanlagt nio katalanska politiker, inklusive parlamentets talman Carme Forcadell och flera regionpresidentkandidater, åtalades och sattes i "preventivt" förvar (på grund av risken för landsflykt).
De nio fängslade katalanska politikerna flyttades under 2018 till katalanska fängelser. I februari 2019 förflyttades de åter till fängelser i och runt Madrid, inför inledningen av domstolsförhandlingarna mot de åtalade. Den spanska riksåklagaren hade sammanlagt begärt 177 års fängelse för de nio.
14 oktober 2019 meddelades domarna mot de katalanska politikerna. De ådömdes mellan 9 och 13 års fängelse, för uppvigling, alternativt ohörsamhet och/eller misshushållning (förskingring) med allmänna medel. Detta sågs från vissa håll som milda domar, åtminstone sett i ljuset av åtalet för uppror (vilket ogillades).
Efter fängelsedomarna skedde ett antal protestaktioner, bland annat av det nybildade nätverket Tsunami Democràtic ('Demokratiska tsunamin'). Gatukravaller skedde i Barcelona, och motorvägsförbindelsen vid franska gränsen blockerades under några dagars tid. Redan tidigare hade den decentraliserade sammansatta rörelsen CDR (Los Comités de Defensa de la República – 'Kommittéerna för Försvaret av Republiken') gjort ett antal uppmärksammade aktioner.
Tre av de landsflyktiga politikerna – Puigdemont, Clara Ponsatí och Toni Comín – ställde 2019 upp som kandidater till Europaparlamentet. I början av 2020 de efter lång väntan och juridiska processer i både Spanien och Belgien in i Europaparlamentet.

### Inre splittring
Parallellt har stödet för och försvaret av den utropade republiken minskat i Katalonien, åtminstone bland ledande politiker. Inom den regerande koalitionen i det katalanska regionstyret har ERC:s vilja att prioritera dialog med Madrid framför hävdande av katalansk självständighet lett till slitningar, och i januari 2020 offentliggjorde regionpresident Quim Torra nyval till Kataloniens parlament.